# Station Pfaffenthal-Kirchberg
Station Pfaffenthal-Kirchberg (Luxemburgs: Gare Pafendall-Kierchbierg) is een spoorwegstation in het noorden van de stad Luxemburg in het land Luxemburg. Het treinstation werd op 10 december 2017 gelijktijdig geopend met de kabelspoorweg Pfaffenthal-Kirchberg en het eerste deel van de route van de Luxemburgse tram.
Het treinstation ligt op ongeveer 260 meter hoogte. Doordat de Luxemburgse tram op 310 meter hoogte de spoorlijn kruist is er een kabelbaan gebouwd zodat de tramhalte en het treinstation in verbinding met elkaar kunnen staan. Op deze manier is het stadsdeel Kirchberg met de aanwezige kantoorpanden beter aangesloten op het spoorwegnet.
Het station ligt aan lijn 1, Luxemburg - Troisvierges. Het wordt beheerd door de Luxemburgse vervoerder CFL. In de dienstregeling van 2018 stoppen alle passerende personentreinen op dit station.

## Treindienst
| Serie   | Treinsoort             | Route                                                                               | Bijzonderheden                                        |
| ------- | ---------------------- | ----------------------------------------------------------------------------------- | ----------------------------------------------------- |
| IC 33   | Intercity (NMBS / CFL) | Liers – Luik-Guillemins – Gouvy – Pfaffenthal-Kirchberg – Luxemburg                 | Rijdt in het weekend 1×/2u. tussen Liers - Luxemburg. |
| RE 3700 | Regional-Express (CFL) | Luxemburg – Pfaffenthal-Kirchberg – Mersch – Ettelbruck – Kautenbach – Troisvierges | Halfuursdienst met RE 3800.                           |
| RE 3800 | Regional-Express (CFL) | Luxemburg – Pfaffenthal-Kirchberg – Mersch – Ettelbruck – Kautenbach – Troisvierges | Halfuursdienst met RE 3700.                           |
| RB 3400 | Regionalbahn (CFL)     | Luxemburg – Pfaffenthal-Kirchberg – Mersch                                          | Enkele treinen per dag.                               |
| RB 3500 | Regionalbahn (CFL)     | Luxemburg – Pfaffenthal-Kirchberg – Ettelbruck – Diekirch                           | Halfuursdienst met RB 3600.                           |
| RB 3600 | Regionalbahn (CFL)     | Luxemburg – Pfaffenthal-Kirchberg – Ettelbruck – Diekirch                           | Halfuursdienst met RB 3500.                           |

CFL Lijn 1:
Luxemburg · Pfaffenthal-Kirchberg · Dommeldange · Walferdange · Heisdorf · Lorentzweiler · Lintgen · Mersch · Cruchten · Colmar-Berg · Schieren · Ettelbruck · Michelau · Goebelsmühle · Kautenbach · Wilwerwiltz · Drauffelt · Clervaux · Maulusmühle · Troisvierges · Bellain

CFL Lijn 1a: Ettelbruck · Diekirch

CFL Lijn 1b: Kautenbach · Merkholtz · Paradiso · Wiltz · Winseler · Schleif · Schimpach-Wampach
Zie ook: CFL Lijn 2 · CFL Lijn 3 · CFL Lijn 4 · CFL Lijn 5 · CFL Lijn 6 · CFL Lijn 6a · CFL Lijn 6b · CFL Lijn 6c · CFL Lijn 7